# Barcarena
Barcarena est une municipalité de l'État du Pará, adjacente à la municipalité de Belém.

## Économie
Barcarena est notable pour son unité de transformation de bauxite en alumine, par Alunorte, bauxite qui est extraite dans plusieurs sites dans le Pará.
La multinationale minière Norsk Hydro y détient « la plus grande raffinerie d’aluminium du monde ». Celle-ci rejette clandestinement des déchets toxiques.